# Refuge faunique national Umbagog

Le refuge faunique national Umbagog (anglais : Umbagog National Wildlife Refuge) est un refuge faunique national des États-Unis situé dans le comté de Coös au New Hampshire et le comté d'Oxford au Maine. La zone protégée est située ou  la Rivière Magalloway se jette dans le lac, et près de la décharge de la Rivière Androscoggin.

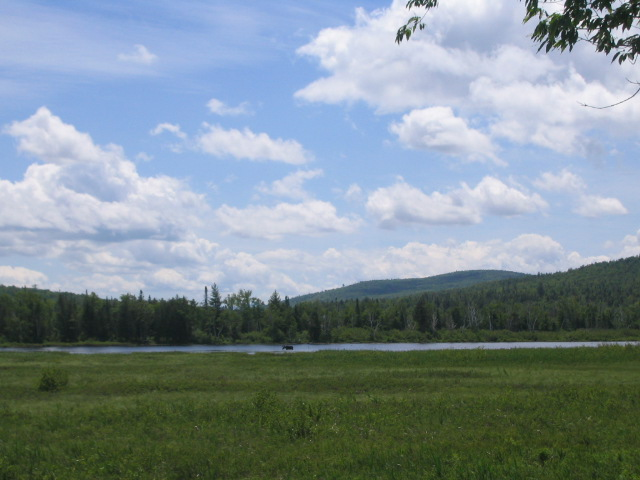
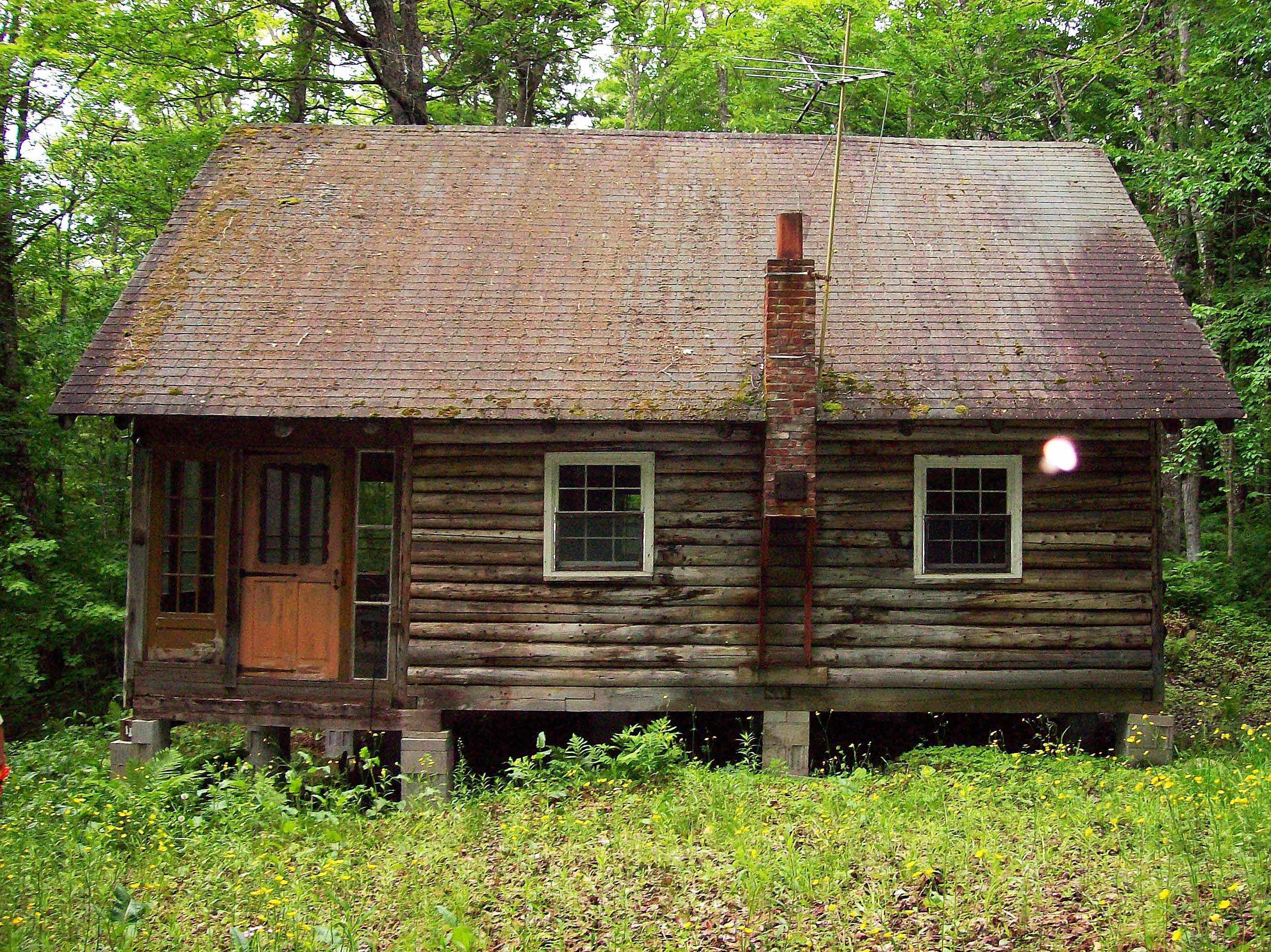
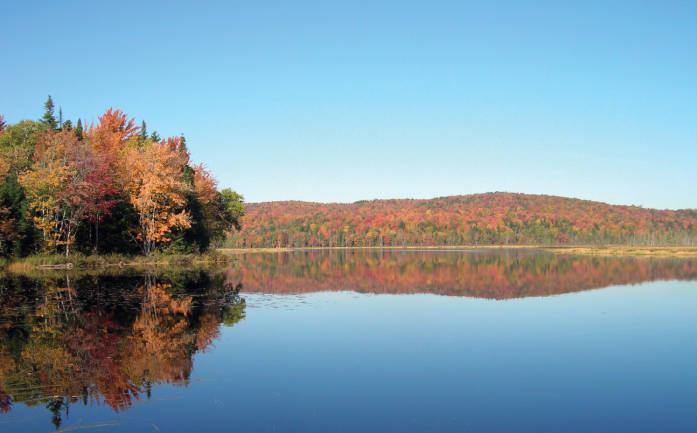
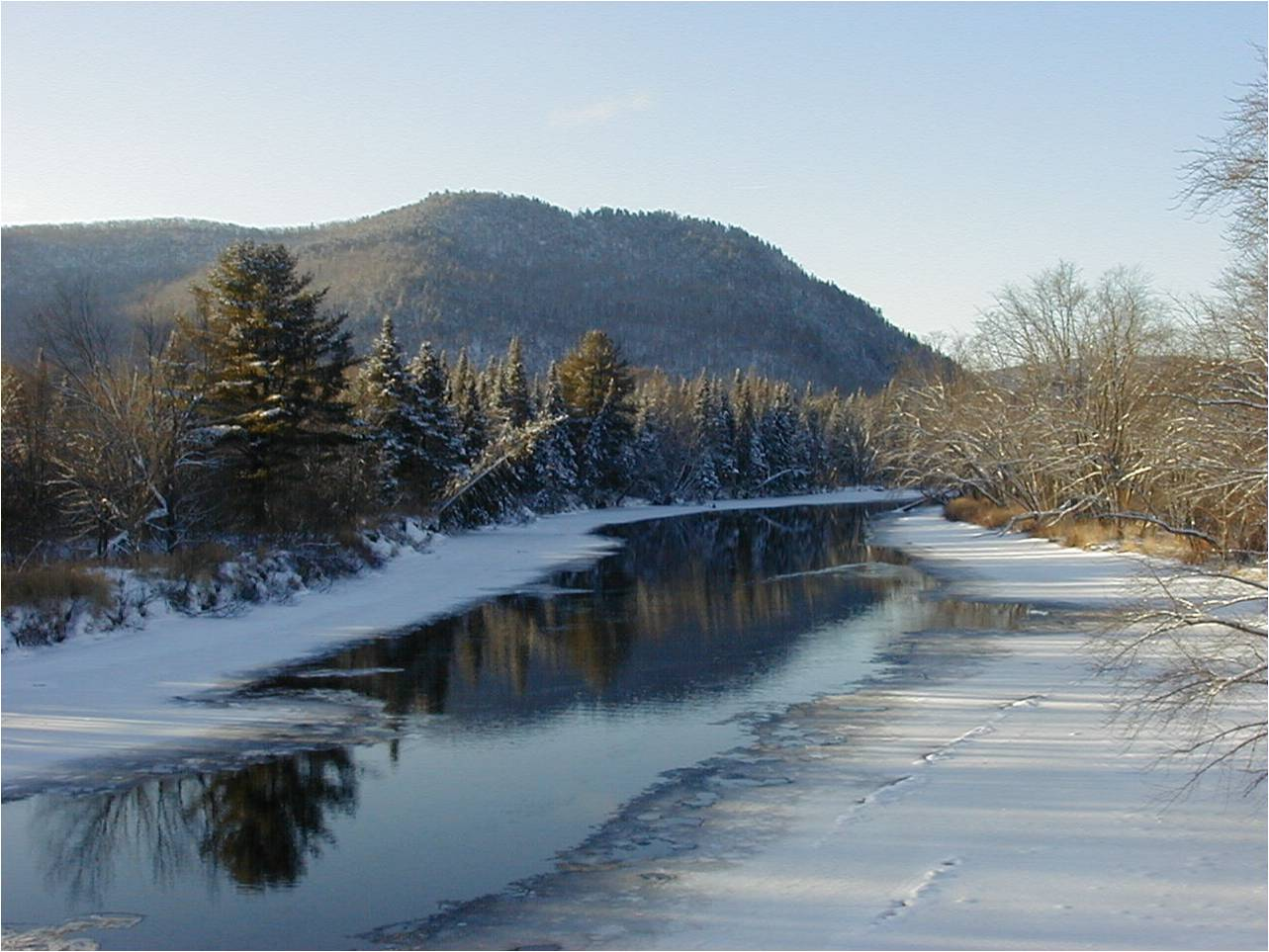
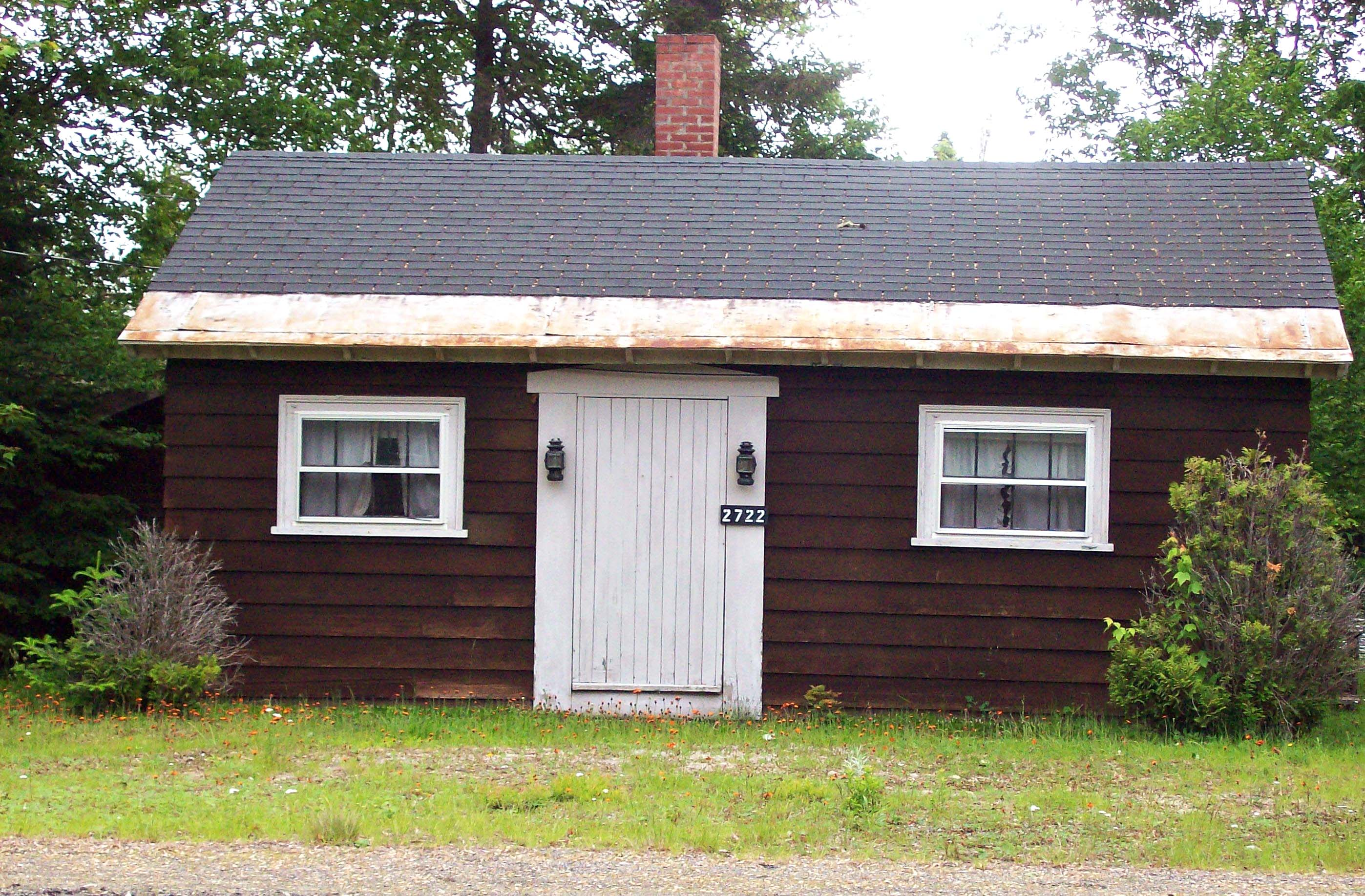
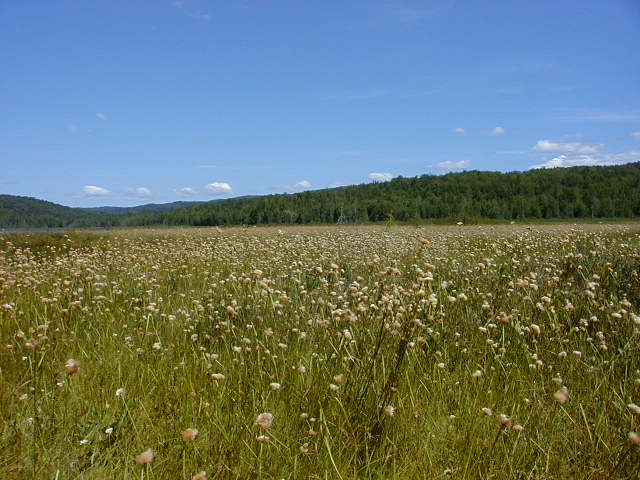